# Nazinskaja
La Nazinskaja (in russo Назинская?) è un fiume della Russia, nella Siberia occidentale, affluente di destra del fiume Ob'. Scorre nell'Aleksandrovskij rajon dell'Oblast' di Tomsk.

## Descrizione
Il fiume ha origine dal lago Im"ėmtor (озеро Имъэмтор) ad un'altitudine di 94 m sul livello del mare nella regione delle paludi Kievskoe. Scorre in direzione sud-occidentale, la sua lunghezza è di 204 km, l'area del suo bacino è di 2 430 km². I suoi maggiori affluenti sono il Mygytyn (da sinistra) e il Nan'jach (da destra). Sfocia nell'Ob' da destra, a 1926 km dalla sua foce, presso l'insediamento di Nazino.